# Figaro
《Figaro》는 대한민국의 여성 음악 그룹 나인뮤지스의 디지털 싱글이다. 2011년 8월 18일에 발매되었다. 프로듀서로는 스윗튠이 참여하였으며 작사, 작곡 모두 스윗튠이 담당했다. 멤버 이유애린이 활동 중단을 선언한 뒤, 나인뮤지스에 재참여한 뒤 처음 발매되는 앨범이다.

## 트랙 리스트
| #  | 제목                        | 작사   | 작곡           | 편곡                   | 재생 시간 |
| -- | --------------------------- | ------ | -------------- | ---------------------- | --------- |
| 1. | 〈휘가로 (Fiagro)〉         | 송수윤 | 한재호, 김승수 | 한재호, 김승수, 홍승현 | 3:21      |
| 2. | 〈휘가로 (Fiagro) (Inst.)〉 |        | 한재호, 김승수 | 한재호, 김승수, 홍승현 | 3:21      |